# Pedro León Peñaranda Lozano
Pedro León Peñaranda Lozano (Cúcuta, 15 de enero de 1953 - 21 de octubre de 2023) fue un médico y académico colombiano. Estudió medicina general en la Universidad de Antioquia y se especializó en endocrinología en la Universidad Nacional Autónoma de México. Igualmente se especializó en Gerencia de Servicios de Salud en la UDES, y en Docencia Universitaria y Gestión de Proyectos Informáticos en la Universidad Santo Tomás.
Además de haber ejercido por más de 27 años su profesión, fue gobernador de Norte de Santander, Secretario de Cultura y Turismo Departamental, así como Presidente y Vicepresidente de la Asamblea Departamental. Fue hasta el 31 de diciembre de 2008, rector de la Universidad de Pamplona, institución en la cual ocupó también el cargo de decano de la Facultad de Salud y gestó la creación de la carrera de Medicina.